# Basilique Saint-Plechelm d'Oldenzaal

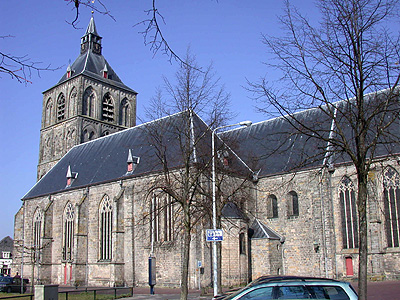
Côté Sud de la basilique.

La basilique Saint-Plechelm (Sint-Plechelmusbasiliek) est une église catholique d'Oldenzaal dans les Pays-Bas. Dédiée à saint Plechelm, moine missionnaire d'origine irlandaise du VIIIe siècle qui évangélisa la région, elle appartient à l'archidiocèse d'Utrecht. Elle a été élevée au rang de basilique mineure en 1950 et fait partie des monuments protégés du royaume depuis le 4 novembre 1965.

## Histoire
C'est vers l'an 765 que le moine saint Plechelm fait construire une église ici, dédiée au pape saint Sylvestre. Devenue trop petite, l'évêque Baldéric d'Utrecht (natif d'Oldenzaal) fait construire une deuxième église en 954 et la consacre à saint Plechelm dont elle possède des reliques. En même temps, il y fonde un chapitre de chanoines. C'est l'un des quatre chapitres du diocèse, et il participe donc à l'élection de l'évêque.
L'église actuelle est la troisième et date du XIIe siècle. Elle est construite en grès de Bentheim dans le style roman tardif que l'on rencontre en Westphalie et en Saxe, avec un plan de type basilical en croix latine et un chœur à trois absides. La nef, l'entrée Nord et la partie nord du transept, ainsi qu'une croisée du chœur, datent en grande partie des édifices précédent. Les ogives de la nef reposent sur des piliers massifs et carrés. La construction s'achève vers l'an 1180. Plus tard d'autres éléments sont achevés, dont la tour en 1240.
La tour, qui mesure environ soixante mètres, et le chœur à l'ouest datent de l'époque de l'évêque Othon II d'Utrecht (1216–1227). Elle est de style romano-gothique. Oldenzaal est la proie d'un immense incendie en 1447 qui détruit en partie l'aile Sud romane. Elle est reconstruite entre 1481 et 1500 dans le style gothique. Le cinquième niveau de la tour est quant à lui élevé vers 1500. Au Moyen Âge, cette église d'Oldenzaal compte parmi les sept églises les plus importantes du diocèse d'Utrecht.
La Réforme protestante met fin aux sept siècles d'existence du chapitre ; aussi les bâtiments fort impressionnants du chapitre avec son cloître sont abattus pour en vendre les pierres au XVIIe siècle. L'église elle-même est confisquée, et sert à partir de 1633 à la communauté calviniste qui s'est formée dans la ville et qui disperse une partie du décor intérieur. En outre cette communauté est réduite, la majorité des habitants étant demeurés catholiques, ce qui explique que pendant près de deux siècles l'entretien de l'édifice ait été négligé. L'église retourne aux catholiques majoritaires en 1810 sous le règne de Louis Bonaparte ; mais le monumental jubé du XVe siècle est détruit. Des restaurations successives ont eu lieu par la suite au fil du temps, dont la plus notable est celle de l'architecte Jos Cuypers qui a laissé de nouveau apparents le grès et les plâtres médiévaux.

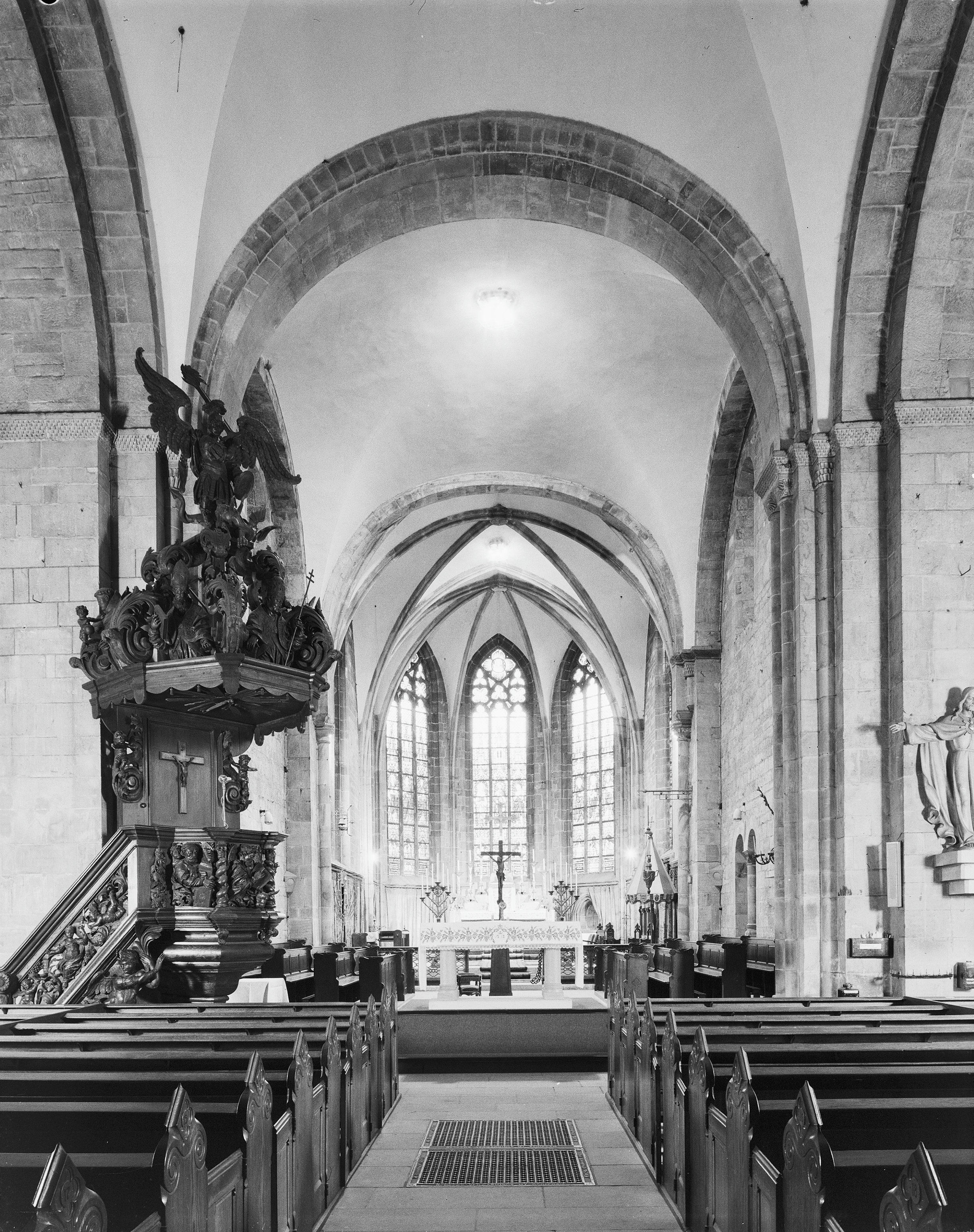
Intérieur avec sa chaire baroque
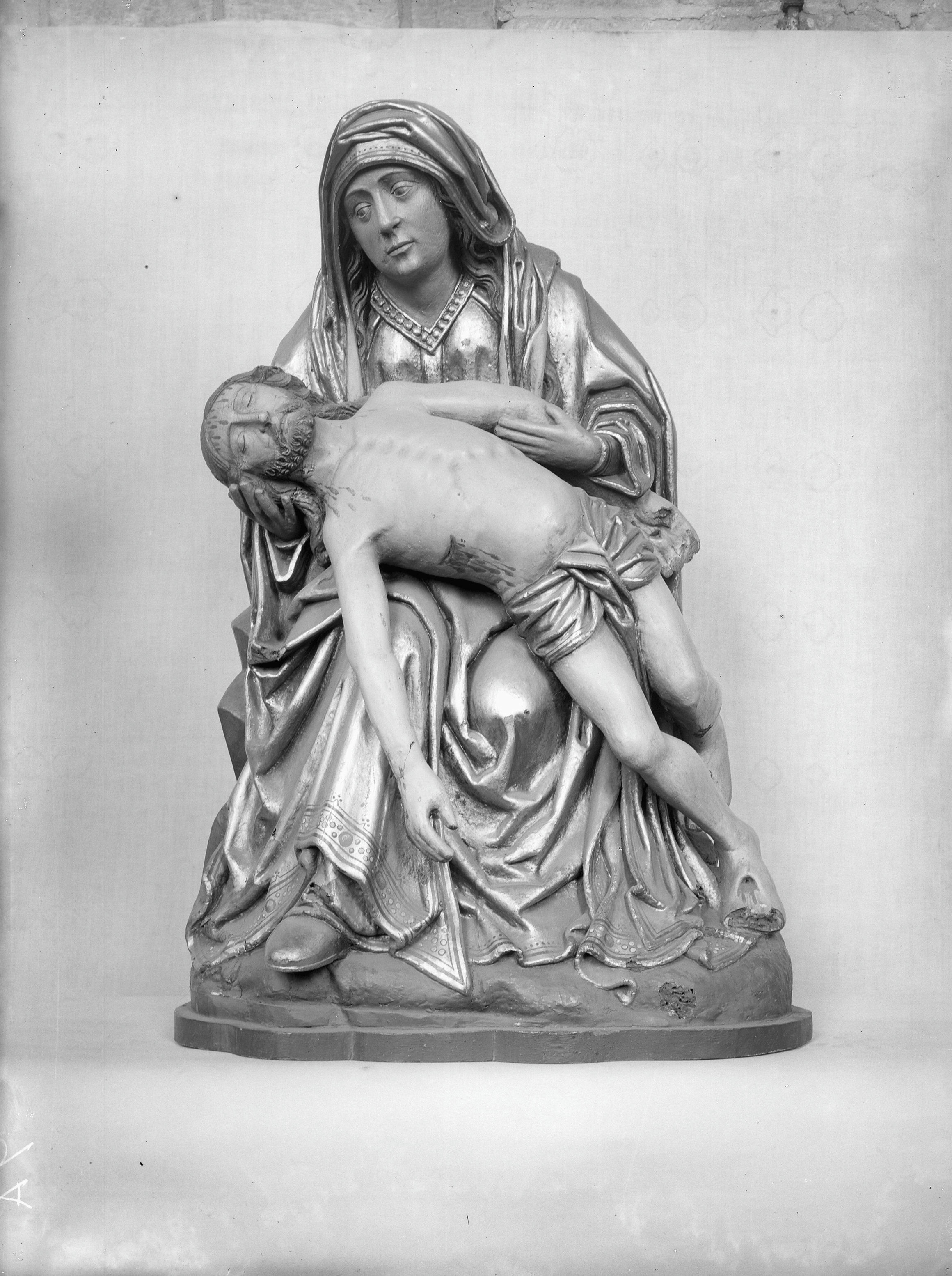
Piéta gothique

## Cloches
La chambre des cloches est la plus grande de ce genre de toute l'Europe. Le carillon comprend quarante-huit cloches, dont cinq servent directement à carillonner. La cloche la plus grosse est Maria qui date de 1493 et est issue de l'atelier du fameux fondeur Gerhard van Wou avec un poids de 2 400 kg. Les quatre autres sont Beatrix (1.600 kg), Irène (1.150 kg), Henriette (680 kg) et Everdina (480 kg), qui ont toutes été fondues au XXe siècle.

## Basilique mineure
L'église a été élevée au rang de basilique mineure en 1950 par le pape Pie XII.

## Source de la traduction
- (de) Cet article est partiellement ou en totalité issu de l’article de Wikipédia en allemand intitulé « St.-Plechelmus-Basilika » (voir la liste des auteurs).